# 金輪號NZJ2型柴油動車組
NZJ2型“金輪號”柴油動車組是中國鐵路的準高速柴油動車組車款之一，屬於動力集中式，採用推拉式設計。

## 車輛簡介
金輪號是在2001年由大連機車車輛廠、四方机车车辆厂和兰州铁路局聯合研製，主要是在神州號的基础上进行高原性增压处理、防风沙设计，以适应中国西部地区的高海拔、大风沙环境，因此金轮号也是和神州号一样使用NZJ2的编号，屬於動力集中式雙層內燃動車組，以頭尾每端各一台柴油機車推挽式重联牽引。機車和客車车厢分別由大連機車車輛廠及四方机车车辆厂負責製造。
在2001年至2003年间共生产了四組金輪號列車，编号NZJ2 0006 - 0009，包括机车四组八台，客车车厢四组，其中又分为两类：兩組（第一、四组）為單層客車，最初单层金轮号采用二动九拖编组，后因客流扩编至十节拖车，车种包括硬座车（YZ25DT）、硬卧车（YW25DT）和软卧车（RW25DT）；机车使用16V240ZJD型柴油机，装车功率2940 kW。其餘兩組（第二、三组）為雙層客車，双层金轮号采用二动六拖编组，曾经扩编至十节拖车，车种包括双层硬座车（SYZ25DT）和双层软座车（SRZ25DT）；机车使用带电子燃油喷射技术的16V240ZJE型柴油机，装车功率3310 kW。

## 车内布局
- 双层硬座车：座椅按2+3排列，定员144人。部分车厢带有播音间、列车长座席，定员146人。
- 双层软座车：座椅按2+2排列，定员96人。

所有客车均设有配电室、乘务员室、电茶炉和蓄电池室各一个，2个带蹲式便器厕所和敞开式洗脸间。厕所使用真空集便器。

## 车辆运用历史
所有金轮号均配屬蘭州鐵路局。第一列金輪號是采用雙層客車，于2001年7月26日起担当兰州和西宁之间的城际特快列车。而单层金轮号先后运行过兰州 - 玉门、兰州 - 天水之间的管内特快列车。
目前金轮号动力车已经报废，拖车担当的列车车次如下：
- T6601/6602：嘉峪关 - 兰州，兰州客运段担当，单层拖车与RW19K、RZ25T混编，牵引机车为SS7E、HXD3D或HXD1D。

此前金轮号曾担当以下列车：
- T9201/T9202/T9203/T9204：嘉峪关 - 兰州，兰州客运段担当，两组单层，一组双层。
- T207/T208/T209/T210/T213/T214：蘭州 - 西寧，一组双层。
- T6603/6604：天水-兰州，一组双层，SS7E牵引。[1]
- T3101/3102：西安-天水，双层拖车与25T型客车（车身广告贴纸图案为金轮号的涂装）混编。[2]

金轮号双层客车停止运营后报废出售。其中2节在拆除转向架、空调和车内设施，覆盖检修、配属信息和编号后运至山东师范大学长清湖校区作为餐厅使用。

## 技術數據
- 编组方式： 动车+6辆双层拖车+动车 或 动车+9辆單层拖车+动车
- 车种： 硬座车、軟座车、硬卧车、双层硬座车、双层软卧车
- 轨距： 1435mm
- 适用站台高度： 300mm～1100mm
- 最高运营速度： 160km/h
- 机车轴重： 22.5 吨
- 机车柴油机：16V240ZJE、16V240ZJD
- 机车标称功率：
  - 双层：2*2740KW（不向列车供电时）、2*2540kW（双机各向列车供电200kW时）
  - 单层：2*2400KW（不向列车供电时）、2*2200kW（双机各向列车供电200kW时）
- 持续速度：75.6km/h（单层）、87.3km/h（双层）
- 起动牵引力： 342kN
- 持续牵引力： 204kN
- 机车轴式： Co-Co
- 机车燃油箱容积： 2*6000L
- 平稳性能指标： W≤2.5
- 客车车体长度： 25500mm
- 车体宽度： 3104mm
- 车辆高度： 4600mm
- 车钩中心线距轨面高度（空车时）： 880 mm
- 客车转向架：CW-200
- 制动装置： F8电控制动机

## 關連項目
- 中國動車組列表
- NZJ型柴油动车组
- NZJ1型柴油动车组
- 神州号柴油动车组
- NDJ3型柴油动车组
- 普天号柴油动车组
- 天驰号柴油动车组
- TSD09型柴油动车组

## 外部連結
- 神州號官方產品介紹（長春軌道客車車輛廠） （页面存档备份，存于）
- 金輪號介紹（海子鐵路網）[永久]